# Sleepwalking (álbum)
Sleepwalking es un álbum de versión extendida de la banda norteamericana de Metalcore Memphis May Fire. El álbum está producido por la casa discográfica Trustkill Records el 21 de julio de 2009. Este álbum es el primero que tiene la colaboración de Matty Mullins antes de que Chase Ryan se quedara en la banda el 2008, quien describió este álbum como "la nueva raza del rock 'n' roll"."

## Lista de canciones
| N.º | Título                              | Duración |  |
| 1.  | «North Atlantic vs. North Carolina» | 3:43     |  |
| 2.  | «A Giant in a Giants World»         | 3:13     |  |
| 3.  | «You're Lucky It's Not 1692»        | 3:40     |  |
| 4.  | «Ghost in the Mirror»               | 3:54     |  |
| 5.  | «Been There, Done That»             | 3:31     |  |
| 6.  | «Quantity Is Their Quality»         | 3:28     |  |
| 7.  | «Sleepwalking»                      | 3:47     |  |
| 8.  | «Destiny for the Willing»           | 3:05     |  |
| 9.  | «The Face with No Name»             | 3:10     |  |
| 10. | «Speak Now, I'm Listening»          | 3:40     |  |

## Personal
Memphis May Fire
- Ryan Bentley – guitarra rítmica
- Jake Garland – batería
- Kellen McGregor – guitarra líder, vocalista de apoyo
- Matty Mullins – vocalista líder
- Austin Radford – batería

Producción
Producido, posproducción y mezclado por Casey Bates